# Orectolobus floridus
Orectolobus floridus är en hajart som beskrevs av Last och Chidlow 2008. Orectolobus floridus ingår i släktet Orectolobus och familjen Orectolobidae. IUCN kategoriserar arten globalt som otillräckligt studerad. Inga underarter finns listade i Catalogue of Life.